# Morti nel 1534

## Gennaio(8)
- 2 gennaio - Battista da Crema, religioso italiano
- 6 gennaio - Niccolò Bonafede, vescovo cattolico e condottiero italiano (n. 1463)
- 9 gennaio - Giovanni Aventino, storico e filologo tedesco (n. 1477)
- 10 gennaio - Franciotto Orsini, militare e cardinale italiano (n. 1473)
- 19 gennaio - Taddeo Della Volpe, condottiero italiano (n. 1474)
- 25 gennaio - Maddalena di Sassonia, nobile tedesca (n. 1507)
- 27 gennaio - Ludovico Orsini, condottiero italiano
- 29 gennaio - Christoph von Werdenberg-Heiligenberg, nobile tedesco (n. 1480)

## Febbraio(2)
- 15 febbraio - Diego García de Paredes, militare spagnolo (n. 1468)
- 15 febbraio - Barbara Jagellona, principessa polacca (n. 1478)

## Marzo(5)
- 5 marzo - Correggio, pittore italiano (n. 1489)
- 8 marzo - Henry Brandon, I conte di Lincoln, nobile britannico (n. 1523)
- 16 marzo - Scipione Provaglio, politico italiano
- 19 marzo - Hafsa Sultan, ottomana
- 26 marzo - Gabriel de Grammont, arcivescovo cattolico e cardinale francese (n. 1486)

## Aprile(5)
- 4 aprile - Jan Matthys, profeta olandese
- 12 aprile - Lucrezia Crivelli, italiana
- 16 aprile - Maham Begum, regina indiana
- 20 aprile - Elizabeth Barton, religiosa inglese (n. 1506)
- 27 aprile - Angelo Macrini, religioso italiano (n. 1476)

## Maggio(1)
- 3 maggio - Juana Vázquez y Gutiérrez, badessa e mistica spagnola (n. 1481)

## Luglio(2)
- 4 luglio - Anastasia di Hohenzollern, principessa tedesca (n. 1478)
- 19 luglio - Willem Enckenwoirt, cardinale e vescovo cattolico olandese (n. 1464)

## Agosto(3)
- 3 agosto - Andrea della Valle, cardinale e vescovo cattolico italiano (n. 1463)
- 10 agosto - Tommaso De Vio, cardinale italiano (n. 1469)
- 21 agosto - Philippe de Villiers de L'Isle-Adam, francese (n. 1464)

## Settembre(3)
- 2 settembre - Gerald FitzGerald, IX conte di Kildare, militare irlandese (n. 1487)
- 25 settembre - Papa Clemente VII, papa, arcivescovo cattolico e cardinale italiano (n. 1478)
- 29 settembre - Alvise Gritti, mercante e politico turco (n. 1480)

## Ottobre(2)
- 25 ottobre - Gabriele Mascioli, arcivescovo cattolico italiano
- 31 ottobre - Alfonso I d'Este, nobile, mecenate e politico italiano (n. 1476)

## Novembre(3)
- 7 novembre - Ferdinando d'Aviz, principe portoghese (n. 1507)
- 23 novembre - Otto Brunfels, teologo e botanico tedesco
- 23 novembre - Beatriz Galindo, scrittrice, umanista e umanista spagnola (n. 1465)

## Dicembre(5)
- 5 dicembre - Luigia Strozzi, nobildonna italiana
- 7 dicembre - Andrea Giovanni Lascaris, umanista e scrittore bizantino (n. 1445)
- 13 dicembre - Paolo di Middelburg, medico e vescovo cattolico belga (n. 1445)
- 24 dicembre - Antoine Augereau, tipografo francese (n. 1485)
- 27 dicembre - Antonio da Sangallo il Vecchio, architetto e scultore italiano

## Senza giorno specificato(24)
- Amago Okihisa, militare giapponese (n. 1497)
- Juan de Borgoña, pittore spagnolo (n. 1465)
- Giovan Francesco Capoferri, intarsiatore italiano (n. 1487)
- Lodovico Capponi seniore, banchiere e politico italiano (n. 1482)
- Pablo Coronel, traduttore, orientalista e docente spagnolo (n. 1480)
- Enrique Egas, architetto spagnolo (n. 1455)
- Cinzio Filonardi, vescovo cattolico italiano (n. 1491)
- Lorenzo di Mariano, scultore italiano (n. 1476)
- Alessandro Gabbioneta, giurista, ambasciatore e presbitero italiano
- Khvandamir, storico persiano (n. 1475)
- Michail Glinskij, militare lituano (n. 1470)
- Cesare Hercolani, condottiero italiano (n. 1499)
- Cesare Magni, pittore italiano (n. 1492)
- Pandolfo IV Malatesta, condottiero italiano (n. 1475)
- Pacello da Mercogliano, architetto e presbitero italiano (n. 1455)
- Gaspare Murgi, vescovo cattolico italiano
- Marcantonio Raimondi, incisore italiano
- Ratsada, sovrano siamese (n. 1529)
- Satomi Yoshitoyo, militare giapponese (n. 1513)
- Domenico Selino, vescovo cattolico italiano (n. 1478)
- Andrea Trevisan, diplomatico e politico italiano (n. 1458)
- Francesco Vigilio, umanista e letterato italiano (n. 1446)
- Diego de Riaño, architetto spagnolo
- Mattia della Robbia, religioso e scultore italiano (n. 1468)